# Andriy Bal
Andriy Mijáilovich Bal (Rozdil, Unión Soviética, 16 de enero de 1958 - Kiev, 9 de agosto de 2014) fue un futbolista ucraniano y entrenador tras la caída de la Unión Soviética.

## Clubes

### Jugador
| Club                 | País            | Año         |
| -------------------- | --------------- | ----------- |
| FK Karpaty Lviv      | Unión Soviética | 1976 - 1980 |
| FC Dinamo Kiev       | Unión Soviética | 1981 - 1990 |
| Maccabi Tel Aviv     | Israel          | 1991        |
| Bnei Yehuda Tel Aviv | Israel          | 1991 - 1993 |

### Entrenador
| Club                   | País    | Año         |
| ---------------------- | ------- | ----------- |
| Maccabi Herzliya       | Israel  | 1998 - 1999 |
| Hakoah Ramat Gan       | Israel  | 1999 - 2000 |
| FC Vorskla Poltava     | Ucrania | 2001 - 2003 |
| FC Chernomorets Odessa | Ucrania | 2009 - 2010 |

## Palmarés
FC Dinamo de Kiev
- Primera División de la Unión Soviética: 1980-81, 1984-85, 1985-86, 1989-90
- Copa de la Unión Soviética: 1982, 1985, 1987, 1990
- Recopa de Europa: 1986

Bnei Yehuda Tel Aviv
- Copa Toto: 1992